# Cyanacetamid
Cyanacetamid ist ein Feststoff und ein Derivat der Essigsäure. Es weist als Amid der Cyanessigsäure eine Nitril-, eine CH-acide Methylengruppe und eine Amidgruppe im Molekül auf.

## Gewinnung und Darstellung
Cyanacetamid wird durch Umsetzung von Cyanessigsäureethylester mit konzentriertem wässrigem Ammoniak in 86–88%iger Ausbeute erhalten.
Eine neuere Synthese ist die Umsetzung von Halogenacetamiden mit Alkalicyaniden in Gegenwart von Wasser.

## Reaktionen und Verwendung
Cyanacetamid dient als Ausgangsstoff für die Herstellung verschiedener anderer Verbindungen, beispielsweise von Malonsäuredinitril, wobei die Amidgruppe durch Reaktion mit Phosphorpentachlorid (PCl5) oder Phosphorylchlorid (POCl3) zur Nitrilgruppe dehydratisiert wird. Die Reaktion kann auch in 1,2-Dichlorethan als Lösemittel durchgeführt werden.
Cyanacetamid unterliegt einer Keto-Enol-Tautomerie und reagiert leicht mit Halogenen. Die Umsetzung mit Brom führt zum – inzwischen obsoleten – Biozid 2,2-Dibromcyanacetamid DBNPA.
Die Cyclokondensation von 1,3-Diketonen mit Cyanacetamid liefert in einer Guareschi-Thorpe-Reaktion 3-Cyano-2-pyridone. Nachfolgende Hydrolyse der Cyanogruppe in wässriger Säure, Decarboxylierung, Chlorierung und katalytische Hydrierung führt zu 2,4-Dialkylpridinen.
Ein Syntheseweg zum Gichtmittel Allopurinol geht von Cyanacetamid aus, das mit Formamidin  und nachfolgendem Ringschluss mit Hydrazin ein substituiertes Pyrazol ergibt, das mit Formamid zum Pyrazolo-pyrimidin Allopurinol cyclisiert wird. In der Synthese des Antituberkulotikums Ethionamid dient Cyanacetamid als Edukt.

## Externe Links zu erwähnten Verbindungen
1. ↑  Externe Identifikatoren von bzw. Datenbank-Links zu Formamidin:  CAS-Nr.: 463-52-5, PubChem: 68047, ChemSpider: 61362, Wikidata: Q27117873.